# Adetayo Adetunji
Adetayo Adetunji (* 18. Dezember 2000) ist eine nigerianische Tennisspielerin.

## Karriere
Adetunji begann mit sechs Jahren das Tennisspielen und bevorzugt Hartplätze. Sie spielt vor allem auf der ITF Women’s World Tennis Tour, wo sie aber noch keinen Titel gewinnen konnte.
Seit 2022 tritt Adetunji für die Nigerianische Billie-Jean-King-Cup-Mannschaft an. Bei bislang drei Begegnungen verlor sie alle vier Spiele, davon je zwei Einzel und Doppel.

## College Tennis
Sie spielt für die Fightin' Blue Hens der University of Delaware.